# Morris (rysownik)
Morris, właśc. Maurice de Bevere (ur. 1 grudnia 1923 w Kortrijk, zm. 16 lipca 2001 w Brukseli) – belgijski rysownik, scenarzysta i karykaturzysta, twórca postaci Lucky Luke’a.
Początkowo zamierzał stworzyć film rysunkowy o Dzikim Zachodzie, jednak studio filmowe zbankrutowało, a szkice przerobiono na komiks. W ten sposób w 1947 w komiksowym tygodniku „Spirou” wydrukowano pierwszą historię samotnego kowboja. Niedługo potem ukazał się pierwszy album komiksu. W 1955 de Bevere poznał scenarzystę Renégo Goscinnego (autora Asteriksa) i rozpoczął z nim współpracę. Wspólnie stworzyli dwadzieścia dziewięć albumów o przygodach Lucky Luke’a, które wkrótce stały się popularne w Europie, w tym także w Polsce.